# Solenobia rebeli
Solenobia rebeli is een vlinder uit de familie van de zakjesdragers (Psychidae). De wetenschappelijke naam van de soort is voor het eerst geldig gepubliceerd in 1925 door Eugen Wehrli.